# Atentado del Aeropuerto Internacional de Moscú-Domodédovo de 2011
El Atentado del Aeropuerto Internacional de Moscú-Domodédovo de 2011 (Теракт в аэропорту Домодедово en ruso) fue un ataque suicida perpetrado contra dicho aeropuerto, el más importante de Rusia, el lunes 24 de enero de 2011. El atentado mató a 37 personas y dejó 173 heridos.
La explosión afectó a la zona de recogida de equipaje de la parte de llegadas de la terminal del aeropuerto. Algunos informes han sugerido que la explosión fue obra de un terrorista suicida, y el jefe investigador de Rusia declaró que la explosión fue obra de terroristas.
El aeropuerto se encuentra a 40 km del centro de Moscú y es utilizado por los trabajadores extranjeros y turistas.

## Víctimas
- Entre los heridos se cuentan en un (balance provisional) 58 ciudadanos de Rusia, un ciudadano alemán, un ciudadano británico, un ciudadano francés, un ciudadano italiano, un ciudadano moldavo, un ciudadano serbio, un ciudadano eslovaco, más de seis ciudadanos de Tayikistán.

- Según la embajada de Eslovaquia en Moscú, la actriz eslovaca Zuzana Fialová resultó herida en el atentado.[7]

| Nacionalidad                  | Fallecidos | Heridos |
| ----------------------------- | ---------- | ------- |
| Rusia                         | 14         | 58      |
| Reino Unido                   | 2          | 1       |
| Tayikistán                    | 1          | 6+      |
| Alemania                      | 1          | 1       |
| Uzbekistán                    | 1          |         |
| Kirguistán                    | 1          |         |
| Bulgaria                      | 1          |         |
| Ucrania                       | 1          |         |
| Eslovaquia                    |            | 2       |
| Moldavia                      |            | 1       |
| Serbia                        |            | 1       |
| Italia                        |            | 1       |
| Francia                       |            | 1       |
| Desconocidos/No identificados | 13         | 13      |
| Total                         | 35         | 180     |

## Reacciones

### Rusia
Un número de vuelos con destino a Domodedovo fueron redirigidos al Aeropuerto Internacional de Moscú-Vnúkovo tras el ataque. Las autoridades rusas iniciaron contactos con todos los aeropuertos de Rusia para iniciar de inmediato la inspección de todos los visitantes antes de permitirles entrar en los edificios del aeropuerto.
Los trenes expreso que van desde Domodedovo a la ciudad operaron de forma gratuita. Los trenes procedentes de otros aeropuertos de Moscú a los que fueron desviados los vuelos también operaron de forma gratuita. Voluntarios en coches privados ayudaron a los pasajeros a moverse entre la ciudad y los aeropuertos.

### Comunidad internacional
Muchos líderes mundiales han expresado sus condolencias a Rusia tras el ataque.
- El Presidente de la Unión Europea, Herman Van Rompuy, dijo que los responsables del ataque deben ser castigados.[18]

- El rey de España, Juan Carlos I telefoneó al presidente de Rusia, Dmitri Medvédev, para transmitirle su pesar y la solidaridad del pueblo español con las familias y las víctimas, asimismo a ofreció:[19]

"toda la colaboración de las autoridades españolas en todos los aspectos que sean necesarios"
Juan Carlos I de España

- - Por su parte el Gobierno de España transmitió "sus condolencias más sentidas" al Gobierno, al pueblo ruso y a los familiares y amigos de las víctimas.[20]

España condena en los términos más enérgicos el atentado terrorista perpetrado esta tarde en el aeropuerto internacional de Moscú – Domodédovo. España lamenta profundamente la pérdida de varias decenas de vidas humanas y los muchos heridos que ha provocado esta acción vil de los terroristas.

En estos momentos de dolor y conmoción, el Gobierno de España desea trasladar al Gobierno  y al pueblo rusos, y a los familiares y amigos de las víctimas, sus condolencias más sentidas. España reitera su solidaridad con Rusia y el compromiso de mantener su estrecha colaboración en la lucha contra el terrorismo.
Ministerio de Asuntos Exteriores de España

- El Presidente de los Estados Unidos, Barack Obama, condenó el ataque y expresó sus condolencias al pueblo ruso, a quien dijo haber sufrido mucho por el terrorismo.[21]

Condeno enérgicamente este acto atroz de terrorismo contra el pueblo ruso
Barack Obama

Las expresiones de apoyo y condolencia se recibieron también de Armenia, Azerbaiyán, Brasil, Canadá, Colombia, India, Irán, Israel, México, Pakistán, Siria, Alemania, Francia Bolivia, el Reino Unido y Venezuela.